# VimpelCom
PJSC VimpelCom (ПАО «ВымпелКом») er en russisk telekommunikationsvirksomhed, der blev etableret i 1992 af Dr. Dmitry Zimin og Augie K. Fabela II.
PJSC VimpelCom driver mobiltelefoni, fastnet og internet.
PJSC VimpelCom har hovedkvarter i Moskva. Det er et datterselskab til Veon.